# Suchatówka (gromada)
Suchatówka – dawna gromada, czyli najmniejsza jednostka podziału terytorialnego Polskiej Rzeczypospolitej Ludowej w latach 1954–1972.
Gromady, z gromadzkimi radami narodowymi (GRN) jako organami władzy najniższego stopnia na wsi, funkcjonowały od reformy reorganizującej administrację wiejską przeprowadzonej jesienią 1954 do momentu ich zniesienia z dniem 1 stycznia 1973, tym samym wypierając organizację gminną w latach 1954–1972.
Gromadę Suchatówka z siedzibą GRN w Suchatówce utworzono – jako jedną z 8759 gromad na obszarze Polski – w powiecie inowrocławskim w woj. bydgoskim, na mocy uchwały nr 24/7 WRN w Bydgoszczy z dnia 5 października 1954. W skład jednostki weszły obszary dotychczasowych gromad Suchatówka, Zajezierze, Perkowo i Markowo ze zniesionej gminy Gniewkowo w tymże powiecie. Dla gromady ustalono 23 członków gromadzkiej rady narodowej.
10 kwietnia 1956 (z mocą obowiązującą wstecz od 29 lutego 1956) do gromady Suchatówka włączono część wsi Warzyn (dom leżący na skraju poligonu) z gromady Wielka Nieszawka w powiecie toruńskim w tymże województwie.
Gromadę zniesiono 1 stycznia 1958, a jej obszar włączono do gromad Gniewkowo (wsie Buczkowo, Perkowo, Zajezierze i Suchatówka) i Murzynno (wieś Markowo i osadę Warzyn) w tymże powiecie.